# Bras Saint-Michel
Pour les articles homonymes, voir Bras et Saint-Michel.
Le bras Saint-Michel est un affluent de la rive nord-ouest de la rivière du Sud laquelle coule vers le nord-est jusqu'à la rive sud du fleuve Saint-Laurent, dans la région administrative de Chaudière-Appalaches, au Québec, au Canada.
Le bras Saint-Michel traverse les municipalités régionales de comté de :
- Bellechasse : municipalités de Saint-Henri, Saint-Gervais, Saint-Charles-de-Bellechasse, La Durantaye, Saint-Raphaël, Saint-Vallier ;
- Montmagny : municipalité de Saint-François-de-la-Rivière-du-Sud.

## Géographie
Le bras Saint-Michel prend sa source dans la municipalité de Saint-Henri à 3,8 km à l'ouest du centre du village de Saint-Gervais, à 7,9 km au nord du centre du village de Saint-Anselme et à 9,5 km à l'est du centre du village de Saint-Henri. Cette source est située en zone agricole au nord de la rivière Boyer et au nord-ouest du chemin du 1er rang Ouest. La "Bras Saint-Michel" coule relativement en ligne droite vers le nord-est en parallèle (du côté sud-est) au cours de la rivière Boyer.
À partir de sa source, le bras Saint-Michel coule sur 26,6 km, répartis selon les segments suivants :
- 0,8 km vers le nord-est dans Saint-Henri, jusqu'à limite de Saint-Charles-de-Bellechasse ;
- 0,8 km vers le nord-est, formant la limite entre ces deux dernières municipalités ;
- 2,9 km vers le nord-est jusqu'à la route 279 qu'elle coupe à 1,6 km au nord-ouest du centre du village de Saint-Gervais ;
- 1,1 km vers le nord-est jusqu'à la limite de Saint-Gervais ;
- 5,2 km vers le nord-est en formant la limite de la municipalité de Saint-Gervais et de Saint-Charles-de-Bellechasse, jusqu'au pont de la route de la Tremblade, soit jusqu'à la limite de La Durantaye ;
- 2,5 km vers le nord-est, formant la limite entre La Durantaye et Saint-Gervais ;
- 3,7 km vers le nord-est, formant la limite entre La Durantaye et Saint-Raphaël, jusqu'au pont de la route Robert ;
- 3,2 km vers le nord-est, jusqu'au pont de la route 281 Sud qu'elle coupe à 3,9 km au nord-ouest du centre du village de Saint-Raphaël ;
- 4,1 km vers le nord-est, formant sur 3,5 km la limite entre Saint-Vallier et Saint-Raphaël, jusqu'à la limite de Saint-François-de-la-Rivière-du-Sud ;
- 2,3 km vers le nord-est dans Saint-François-de-la-Rivière-du-Sud, jusqu'à sa confluence.

Le "Bras Saint-Michel" se déverse sur la rive nord-ouest de la rivière du Sud dans la municipalité de Saint-François-de-la-Rivière-du-Sud. Cette confluence est située à 3,8 km au sud de l'autoroute 20, à 0,3 km en amont du pont de la Montée de Morigeau et 4,1 km en aval du pont du rang du Sault, situé dans le hameau d'Arthurville.

## Toponymie
Le toponyme "Bras Saint-Michel" a été officialisé le 5 décembre 1968 à la Commission de toponymie du Québec.